# Videografia de BTS
Essa é uma videografia do grupo sul-coreano BTS.

## DVD & Blu-ray
| Título                                                                                    | Detalhes do álbum | Posição nos charts | Posição nos charts | Vendas        |
| Título                                                                                    | Detalhes do álbum | JPN                | JPN                | Vendas        |
| Título                                                                                    | Detalhes do álbum | DVD                | Blu-Ray            | Vendas        |
| ----------------------------------------------------------------------------------------- | --- | ------------------ | ------------------ | ------------- |
| 2014 BTS (Now): BTS in Thailand                                                           | - Lançamento: 24 de Abril de 2014 - Gravadora: Big Hit - Formato: DVD + Photobook                                                              | —                  | —                  | —             |
| 1st Japan Showcase –Next Stage– in Zepp Tokyo                                             | - Lançamento: 27 de Agosto de 2014 (JPN) - Gravadora: Big Hit, Pony Canyon - Formato: DVD                                                      | —                  | —                  | —             |
| BTS 2015 Season's Greetings                                                               | - Lançamento: 3 de Dezembro de 2014 - Gravadora: Big Hit - Formato: DVD                                                                        | —                  | —                  | —             |
| 2015 BTS (Now2): BTS in Europe ＆ America                                                 | - Lançamento: 16 de Fevereiro de 2015 - Gravadora: Big Hit - Formato: DVD + Photobook                                                          | —                  | —                  | —             |
| Rookie King Bangtan Boys Channel Bangtan                                                  | - Lançamento: 03 de Setembro de 2013 - Gravadoras: Big Hit - Formato: DVD                                                                      | 37                 | —                  | —             |
| 1st Japan Tour 2015 Wake Up: Open Your Eyes                                               | - Lançamento: 20 de Maio de 2015 (JPN) - Gravadoras: Big Hit, Pony Canyon - Formato: 2 DVDs, Blu-ray                                           | 8                  | 6                  | - JPN: 8,121+ |
| BTS Memories of 2014                                                                      | - Lançamento: 16 de Junho de 2015 - Gravdora: Big Hit - Formato: 3 DVDs                                                                        | 3                  | —                  | - JPN: 2,601+ |
| BTS Summer Package in Kota Kinabalu 2015                                                  | - Lançamento: 22 de Julho de 2015 - Gravadora: Big Hit - Formato: DVD + Photobook                                                              | —                  | —                  | —             |
| BTS 2016 Season's Greetings                                                               | - Lançamento: 9 de Dezembro de 2015 - Gravadora: Big Hit - Formato: DVD                                                                        | —                  | —                  | —             |
| BTS Japan Official Fan Meeting Vol.2 –Undercover Mission–                                 | - Lançamento: 13 de Janeiro de 2016 (JPN) - Gravadora: Big Hit, Pony Canyon - Formato: 2 DVDs + Photobook                                      | —                  | —                  | —             |
| 2015 BTS Live Concert DVD                                                                 | - Lançamento: 23 de Fevereiro de 2016 - Gravadora: Big Hit - Formato: 3 DVDs + Photobook                                                       | —                  | —                  | - 25,000      |
| 2015 BTS Live <花様年華 on stage> ~Japan Edition~ at Yokohama Arena                       | - Lançamento: 15 de Março de 2016 (JPN) - Gravadoras: Big Hit, Pony Canyon - Formato: 2 DVDs, Blu-ray                                          | 6                  | 5                  | - JPN: 16,597 |
| 2016 BTS (Now3): BTS in Chicago – Dreaming Days                                           | - Lançamento: 5 de Abril de 2016 - Gravadora: Big Hit - Formato: DVD + Photobook                                                               | —                  | —                  | - 45,000      |
| BTS Memories of 2015                                                                      | - Lançamento: 21 de Junho de 2016 - Gravadora: Big Hit - Formato: 4 DVDs + Photobook                                                           | 6                  | 5                  | - JPN: 3,924  |
| BTS Summer Package in Dubai 2016                                                          | - Lançamento: 12 de Agosto de 2016 - Gravadora: Big Hit - Formato: DVD + Photobook                                                             | —                  | —                  | —             |
| BTS 2017 Season's Greetings                                                               | - Lançamento: 9 de Dezembro de 2016 - Gravadora: Big Hit - Formato: DVD                                                                        | —                  | —                  | —             |
| 2016 BTS Live <花様年華 on stage：Epilogue> ~Japan Edition~                               | - Lançamento: 18 de Janeiro de 2017 (JPN) - Gravadoras: Big Hit, Pony Canyon - Formato: 2 DVDs + Photobook                                     | 2                  | 3                  | - JPN: 23,565 |
| 2016 BTS Live 화양연화 on Stage: Epilogue Concert DVD                                     | - Lançamento: 18 de Janeiro de 2017 - Gravadora: Big Hit - Formato: 3 DVDs + Photobook                                                         | —                  | —                  | —             |
| BTS 3rd Muster (Army.Zip+)                                                                | - Lançamento: 30 de Março de 2017 - Gravadora: Big Hit - Formato: 3 DVDs + Photobook + Storybook                                               | —                  | —                  | —             |
| BTS Japan Official Fanmeeting Vol.3 ～君に届く～                                          | - Lançamento: 29 de Junho de 2017 (JPN) - Gravadora: Big Hit, Play - Formato: 3 DVDs + Photobook                                               | 3                  | —                  | - JPN: 10,021 |
| BTS Memories of 2016                                                                      | - Lançamento: 31 de Julho de 2017 - Gravadora: Big Hit - Formato: 4 DVDs + Photobook                                                           | 1                  | —                  | —             |
| 2017 BTS Summer Package Vol.3                                                             | - Lançamento: 22 de Agosto de 2017 - Gravadora: Big Hit - Formato: 4 DVDs + Photobook                                                          | 1                  | —                  | —             |
| 2017 BTS Live Trilogy Episode III The Wings Tour in Seoul                                 | - Lançamento: 1 de Dezembro de 2017 - Gravadora: Big Hit - Formato: DVD + Photobook                                                            | —                  | —                  | - 30,464      |
| "BTS 2018 Season's Greetings"                                                             | - Lançamento: 15 de Dezembro de 2017 - Gravadora: Big Hit - Formato: DVD                                                                       | —                  | —                  | —             |
| 2017 BTS Live Trilogy Episode III The Wings Tour ~ Japan Edition ~                        | - Lançamento: 27 de Dezembro de 2017 - Grvadoras: Big Hit, Universal - Formato: 2 DVDs, Blu-ray (ambos com Photobook)                          | 2                  | 1                  | - JPN: 80,685 |
| BTS Memories of 2017 ~                                                                    | - Lançamento: 27 de Junho de 2018 (KOR) e 4 de Julho de 2018 (JPN) - Gravadoras: Big Hit, Play, Genie, Universal - Formato: 5 DVDs + Photobook | 2                  | —                  | - JPN: 37,797 |
| 2017 BTS Live Trilogy Episode Ⅲ The Wings Tour in Japan –Special Edition– no Kyocera Dome | - Lançamento: 11 de Julho de 2018(JPN) - Gravadoras: Big Hit, Universal - Formato: DVD, Blu-ray (ambos com Photobook)                          | 1                  | 3                  | - JPN: 85,308 |
| 2018 BTS Summer Package Vol. 4                                                            | - Lançamento: 14 de Agosto de 2018(KOR) & 29 de Agosto de 2018(JPN) - Gravadoras: Big Hit, Play, Genie, Universal - Formato: DVD + Photobook   | 2                  | —                  | - JPN: 45,212 |
| BTS 4th MUSTER (Happy Ever After)                                                         | - Lançamento: 31 de Outubro de 2018 - Gravdora: Big Hit - Formato: 3 DVDs + Photobook                                                          | 2                  | —                  | - JPN: 34,493 |
| BTS 2019 Season's Greetings                                                               | - Lançamento: 28 de Dezembro de 2018 - Gravdora: Big Hit - Formato: DVDs                                                                       | —                  | —                  | —             |
| BTS World Tour: Love Yourself in Seoul                                                    | - Lançamento: 27 de Março de 2019 - Gravdora: Big Hit - Formato: DVDs, Blu-ray + Photobook                                                     | 1                  | 1                  | *JPN: 57,099  |
| BTS World Tour: Love Yourself in New York                                                 | - Lançamento: 27 de Maio de 2019 - Gravdora: Big Hit - Formato: DVDs, Blu-ray + Photobook                                                      | —                  | —                  | —             |
| BTS World Tour: Love Yourself in Europe                                                   | - Lançamento: 27 de Maio de 2019 - Gravdora: Big Hit - Formato: DVDs, Blu-ray + Photobook                                                      | —                  | —                  | —             |
| BTS Memories of 2018                                                                      | - Lançamento: 8 de Agosto de 2019 - Gravdora: Big Hit - Formato: DVDs, Blu-ray + Photobook                                                     | 1                  | 1                  | *JPN: 55,574  |
| 2019 BTS Summer Package                                                                   | - Lançamento: 26 de Setembro de 2019 - Gravdora: Big Hit - Formato: DVDs + Photobook                                                           | 1                  | —                  | *JPN: 61,667  |
| BTS World Tour: Love Yourself ~Japan Edition~                                             | - Lançamento: 9 de Outubro de 2019 - Gravdora: Big Hit - Formato: DVDs, Blu-ray + Photobook                                                    | 1                  | 2                  | *JPN: 111,529 |
| BTS 2020 Season's Greetings                                                               | - Lançamento: 19 de Dezembro de 2019 - Gravdora: Big Hit - Formato: DVDs                                                                       | 11                 | -                  | * JPN: 49,729 |
| BTS World Tour - Love Yourself: Speak Yourself in Sao Paulo                               | - Lançamento: 30 de Dezembro de 2019 - Gravdora: Big Hit - Formato: DVDs + Photobook                                                           | 3                  | -                  | * JPN: 13,157 |
| BTS 2020 Winter Package                                                                   | - Lançamento: 29 de Janeiro de 2020 - Gravdora: Big Hit - Formato: DVDs + Photobook                                                            | 1                  | -                  | * JPN: 61,009 |
| BTS 5th MUSTER [Magic Shop]                                                               | - Lançamento: 7 de abril de 2020 (DVD)/5 de maio de 2020 (Blu-ray) - Gravdora: Big Hit - Formato: DVDs, Blu-ray + Photobook                    | 2                  | 4                  | * JPN: 59,320 |
| BTS World Tour 'Love Yourself: Speak Yourself' - Japan Edition                            | - Lançamento: 15 de abril de 2020 - Gravdora: Big Hit - Formato: DVDs, Blu-ray + Photobook                                                     | 1                  | 1                  | * JPN: 84,558 |
| BTS Memories of 2019                                                                      | - Lançamento: 12 de Agosto de 2020 (DVD)/10 de Setembro de 2020 (Blu-ray) - Gravdora: Big Hit, Play - Formato: DVDs, Blu-ray + Photobook       | 11                 | 2                  | * JPN: 96,850 |
| BTS Japan Official Fanmeeting Vol.5 [Magic Shop]                                          | - Lançamento: 26 de Agosto de 2020 (DVD)/25 de Setembro de 2020 (Blu-ray) - Gravdora: Big Hit, Play - Formato: DVDs, Blu-ray + Photobook       | 1                  | 1                  | *JPN: 73,398  |
| BTS World Tour 'Love Yourself: Speak Yourself' London                                     | - Lançamento: 12 de Agosto de 2020 (DVD)/10 de Setembro de 2020 (Blu-ray) - Gravdora: Big Hit, Play - Formato: DVDs, Blu-ray + Photobook       | 2                  | -                  | *JPN: 16,614  |

## MVs

### Como artista principal
| MV                                                  | Ano  | Diretor(es) | Duração | Notas | Ref.   |
| --------------------------------------------------- | ---- | --- | ------- | --- | ------ |
| "No More Dream" (노 모어 드림)                      | 2013 | Hong Wonki | 4:50    | Canção de estreia | [ 49 ] |
| "No More Dream" (Dance Ver.)                        | 2013 | Hong Wonki | 4:01    | — | [ 49 ] |
| "We Are Bulletproof Pt2" (위 아 불렛프루프 Pt.2)    | 2013 | | 3:52    | — |        |
| "N.O" (엔.오)                                       | 2013 | Hong Wonki | 4:04    | — | [ 50 ] |
| "Boy In Luv" (상남자)                               | 2014 | Yong Seok Choi & Edie Ko                                                                                              | 4:42    | — | [ 51 ] |
| "Boy In Luv" (Dance Ver.) (상남자)                  | 2014 | Yong Seok Choi & Edie Ko                                                                                              | 4:00    | — | [ 51 ] |
| "Just One Day (하루만)                              | 2014 | Lumpens | 4:09    | Ver. Original | [ 52 ] |
| "Just One Day" (Dance Ver.)                         | 2014 | Lumpens | 4:01    | — | [ 52 ] |
| "Just One Day" (Facial Expression Ver.)             | 2014 | Lumpens | 4:01    | — | [ 52 ] |
| "Just One Day" (One-Take Ver.)                      | 2014 | Lumpens | 4:01    | — | [ 52 ] |
| "No More Dream" (Japanese Ver.)                     | 2014 | Yong Seok Choi | 3:50    | PV de estreia japonesa | [ 53 ] |
| "Boy in Luv" (Japanese Ver.)                        | 2014 | Yong Seok Choi | 3:56    | — | [ 54 ] |
| "Danger"                                            | 2014 | Yong Seok Choi | 4:52    | — | [ 55 ] |
| "War of Hormone (호르몬 전쟁)"                      | 2014 | Hong Wonki | 4:59    | — | [ 56 ] |
| "Danger (Japanese Ver.)"                            | 2014 | Yoojung Ko | 4:12    | — |        |
| "I Need U"                                          | 2015 | Lumpens | 3:40    | — |        |
| "I Need U (Original Ver.)"                          | 2015 | Yong Seok Choi | 5:33    | — | [ 58 ] |
| "For You"                                           | 2015 | Zanybros | 5:07    | Único single em japonês |        |
| "For You (Dance Ver.)"                              | 2015 | Zanybros | 4:46    | Único single em japonês |        |
| "Dope (쩔어)"                                       | 2015 | Woogie Kim (GDW) | 4:17    | — |        |
| "Run"                                               | 2015 | Yong Seok Choi & Edie Yoojeong Ko                                                                                     | 7:31    | — | [ 60 ] |
| "I Need U (Japanese Ver.)"                          | 2015 | Ko Yoojung (Lumpens)                                                                                                  | 3:39    | — | [ 61 ] |
| "Run (Japanese Ver.)"                               | 2016 | Lumpens | 3:56    | — |        |
| "Epilogue: Young Forever"                           | 2016 | Woogie Kim (GDW) | 3:26    | — |        |
| "Fire" (불타오르네)                                 | 2016 | Lumpens | 4:55    | — | [ 64 ] |
| "Fire (Dance Ver.)"                                 | 2016 | Lumpens | 3:38    | — |        |
| "Save Me"                                           | 2016 | Woogie Kim (GDW) | 3:37    | — |        |
| "Agust D"                                           | 2016 | Oui Kim (GDW) | 3:06    | Suga |        |
| "Give it to me"                                     | 2016 | Oui Kim (GDW) | 2:34    | Suga |        |
| "Blood Sweat & Tears" (피 땀 눈물)                  | 2016 | Lumpens | 6:04    | — | [ 68 ] |
| "Spring Day" (봄날)                                 | 2017 | Lumpens | 5:29    | — | [ 70 ] |
| "Not Today"                                         | 2017 | Woogie Kim (GDW) | 4:50    | — | [ 71 ] |
| "Not Today (Choreography Version)"                  | 2017 | Woogie Kim (GDW) | 8:02    | — | [ 72 ] |
| "Blood Sweat & Tears" (Japanese Ver.) (血、汗、涙)  | 2017 | Yong Seok Choi | 4:12    | — | [ 73 ] |
| "Come Back Home"                                    | 2017 | Zanybros | 4:31    | Seotaiji 25 Project - "Time:Traveler" | [ 74 ] |
| "DNA"                                               | 2017 | YongSeok Choi | 4:16    | — | [ 75 ] |
| "MIC Drop (Steve Aoki Remix)"                       | 2017 | Kim Sung-wook | 4:34    | — | [ 77 ] |
| "MIC Drop -Japanese ver.- (Short ver.)"             | 2017 | Kim Sung-wook | 2:21    | — | [ 77 ] |
| "MIC Drop -Japanese ver."                           | 2017 | Kim Sung-wook | 4:29    | — | [ 77 ] |
| "With Seoul"                                        | 2017 | Desconhecido | 5:08    | Vídeo promocional para Seul | [ 78 ] |
| "Fake Love"                                         | 2018 | Yong Seok Choi | 5:19    | — | [ 80 ] |
| "Fake Love" – (Extended ver.)                       | 2018 | Yong Seok Choi | 6:22    | — | [ 81 ] |
| "Idol"                                              | 2018 | Yong Seok Choi | 3:52    | — | [ 82 ] |
| "Idol" (feat. Nicki Minaj)                          | 2018 | Yong Seok Choi | 4:55    | — | [ 83 ] |
| "Airplane pt.2 (Japanese Ver.)"                     | 2018 | Desconhecido | 3:47    | — | [ 84 ] |
| "Boy with Luv" (feat. Halsey)                       | 2019 | YongSeok Choi, Guzza, Jihye Yoon & HyeJeong Park                                                                      | 4:12    | — |        |
| "Make it Right" (feat. Lauv)                        | 2019 | Desconhecido | 4:18    | — |        |
| "Make it Right" (vertical ver.)                     | 2019 | Desconhecido | 4:01    | — |        |
| "Interlude: Shadow"                                 | 2020 | Desconhecido | 3:00    | Suga Solo |        |
| "Black Swan" Art Film performed by MN Dance Company | 2020 | Desconhecido | 5:30    | — |        |
| "Outro: Ego"                                        | 2020 | Desconhecido | 3:23    | J-Hope Solo |        |
| "ON" Kinect manifesto Film                          | 2020 | Desconhecido | 4:59    | — |        |
| "ON"                                                | 2020 | Desconhecido | 5:55    | — |        |
| "Black Swan"                                        | 2020 | Desconhecido | 3:38    | — |        |
| "Dynamite"                                          | 2020 | Choi Yongseok & Yoon Jihye (Lumpens)                                                                                  | 3:44    | — |        |
| "Dynamite (B-side)"                                 | 2020 | Choi Yongseok & Yoon Jihye (Lumpens)                                                                                  | 3:47    | — |        |
| "Dynamite ('70s remix)"                             | 2020 | Choi Yongseok & Yoon Jihye (Lumpens)                                                                                  | 3:21    | — |        |
| "Life Goes On"                                      | 2020 | Jeon Jungkook (Director) / Yong Seok Choi, Jihye Yoon (Lumpens)                                                       | 3:50    | "Life Goes On" é a 1° música predominantemente coreana no Hot 100 Billborard a entrar nos charts após 62 anos, sendo que estreou em 1° lugar                                           |        |
| "Butter"                                            | 2021 | Director: Yong Seok Choi (Lumpens) 1st AD: Jihye Yoon (Lumpens) 2nd AD: Ran Ro (Lumpens) PA: Soeyoung Park, Minsu Kim | 3:02    | Recorde atual de vídeo online mais visto nas primeiras 24 horas do youtube com 112.1 milhões de visualizações, responsável por 9 semanas não seguidas em 1° lugar na Hot 100 Billboard |        |
| "Butter (Cooler Remix)"                             | 2021 | Director: Yong Seok Choi (Lumpens) 1st AD: Jihye Yoon (Lumpens) 2nd AD: Ran Ro (Lumpens) PA: Soeyoung Park, Minsu Kim | 3:03    | — |        |
| "Butter (Hotter Remix)"                             | 2021 | Director: Yong Seok Choi (Lumpens) 1st AD: Jihye Yoon (Lumpens) 2nd AD: Ran Ro (Lumpens) PA: Soeyoung Park, Minsu Kim | 3:16    | — |        |
| "Permission to dance"                               | 2021 | Director: Yong Seok Choi (Lumpens) & Woogie Kim (MOTHER)                                                              | 5:00    | — |        |

### Colaborações
| MV                                                                          | Ano  | Duração | Nota                                       | Ref.   |
| --------------------------------------------------------------------------- | ---- | ------- | ------------------------------------------ | ------ |
| "Danger (Mo-Blue-Mix)" (BTS e Thanh Bui)                                    | 2014 | 4:43    | —                                          | [ 85 ] |
| "P.D.D (Please Don't Die)" (RM and Warren G)                                | 2015 | 4:19    | —                                          |        |
| "One Dream One Korea" (Jungkook e Vários artistas)                          | 2015 | 4:56    | —                                          |        |
| "Fantastic" (RM feat. Mandy Ventrice)                                       | 2015 | 3:56    | Fantastic Four OST (Apenas versão coreana) |        |
| "Bucku Bucku" (MFBTY feat. EE, Dino J, RM)                                  | 2015 | 4:20    | —                                          |        |
| "ProMeTheUs" (Yankie ft Dok2, Juvie Train, Double K, Topbob, Don Mills, RM) | 2015 | 6:34    | MV com animação                            |        |
| "Change" (RM, Wale)                                                         | 2017 | 4:50    | —                                          |        |
| "Gajah" (RM & Gaeko)                                                        | 2017 | 4:22    | MV com animação                            |        |
| "Mic Drop (Remix)" (BTS feat. Desiigner e Steve Aoki)                       | 2017 | 4:06    | —                                          |        |
| "Idol" (BTS feat. Nicki Minaj)                                              | 2018 | 4:55    | —                                          |        |
| "Boy with Luv" (BTS feat. Halsey)                                           | 2019 | 4:12    | —                                          |        |
| "Make it Right" (Bts feat. Lauv)                                            | 2019 | 4:18    | MV com animação                            |        |
| "ON" (BTS feat. SIA)                                                        | 2020 | 4:07    | —                                          |        |
| "Who" (Jimin & Jungkook feat. Lauv)                                         | 2020 | 3:01    | —                                          |        |

### Outros vídeos
| MV                                                                              | Ano  | Diretor(es) | Duração | Nota                                                                             | Ref.   |
| ------------------------------------------------------------------------------- | ---- | --- | ------- | -------------------------------------------------------------------------------- | ------ |
| "화양연화 on stage: prologue"                                                   | 2015 | | 11:57   | Material promocional para o 2015 tour The Most Beautiful Moment in Life on Stage | [ 86 ] |
| "2017 BTS live Trilogy Episode III The Wings Tour Trailer"                      | 2016 | Desconhecido | 1:52    | —                                                                                | [ 87 ] |
| "Love Yourself: Highlight Reel '起'"                                            | 2017 | Yong Seok Choi | 4:54    | —                                                                                | [ 88 ] |
| "Love Yourself Highlight Reel '承'"                                             | 2017 | Yong Seok Choi | 3:31    | —                                                                                | [ 89 ] |
| "Love Yourself Highlight Reel '轉'"                                             | 2017 | Yong Seok Choi | 3:01    | —                                                                                | [ 90 ] |
| "Love Yourself Highlight Reel '起承轉结'"                                       | 2017 | Yong Seok Choi | 13:03   | —                                                                                | [ 91 ] |
| "Euphoria: Theme of Love Yourself 起 'Wonder'"                                  | 2018 | Yong Seok Choi | 8:52    | —                                                                                | [ 92 ] |
| BTS (방탄소년단) 'Butter (feat. Megan Thee Stallion)' Special Performance Video | 2021 | Credits: Brand Experience Design: LONETONE, Suyeon Jung, Yennie, Yeeun Kim, Hyeri Lee, Seayol Choi Motion Graphic: HA&D | 1:09    | Performance especial de dança do 3J (Jimin - Jungkook - Jung Hoseok)             |        |